# Camilla Odhnoff
Elna Camilla Odhnoff, född Wilske 6 juni 1928 i Gamlestaden, Göteborg, död 16 juli 2013 i Helgeands församling, Lund, var en svensk botanist och socialdemokratisk politiker.

## Biografi
Odhnoff disputerade för filosofie doktorsgrad 1961 och blev docent i växtfysiologi 1962.
Senare började hon inom politiken. 1967 blev hon Sveriges femte kvinnliga statsråd (de tidigare var Karin Kock, Hildur Nygren, Ulla Lindström och den samtidigt med Odhnoff utsedda Alva Myrdal) i Tage Erlanders regering med ansvar bland annat för familje-, ungdoms- och invandrarfrågor. Hon var statsråd fram till 1973. 
Odhnoff var initiativtagare till de så kallade "Camillapengarna", medel från allmänna arvsfonden som användes för att främja idéer inom föreningslivet på 1970-talet.
Därefter utsågs hon 1974 till landshövding i Blekinge län som Sveriges första kvinnliga landshövding, en post hon innehade till 1992.

1985–2002 var hon ordförande för KASAM - statens råd för kärnavfallsfrågor (numera Kärnavfallsrådet). Hennes insatser där uppmärksammades med ett hyllningsseminarium den 22 oktober 2002, sedan dokumenterat i SOU 2004:120.
År 2001 utsågs hon till hedersdoktor vid Pierre och Marie Curie-universitetet i Paris.
Hon var mellan 1954 och 1990 gift med matematikern Jan Odhnoff (1931–2025) och de fick fyra barn, födda 1956, 1958, 1959 och 1963.
Camilla Odhnoff är begravd på Sankt Ibbs kyrkogård.